# Ramón Lecaros Alcalde
Ramón Lecaros Alcalde (Santiago, 11 de febrero de 1804-Valparaíso, 3 de abril de 1857) fue un político y abogado chileno.
Hijo de Manuel José Lecaros Alcalde y de María Mercedes Alcalde Bascuñán. Casado con Rita Guerrero Varas y, tras enviudar, casó con Juana Vicuña Alcalde.
Estudió en el Instituto Nacional, donde se graduó de abogado en 1832. Fue profesor del Instituto en la cátedra de derecho romano. Ingresó al Partido Conservador, siendo importante seguidor de la doctrina portaliana de autoridad.
Elegido diputado por Santiago en 1840, reelecto en 1843, integró en ambos períodos la Comisión permanente de Constitución, Legislación y Justicia.
La fortuna familiar heredada, más lo que pudo recaudar en vida, le valieron propiedades en la quinta El Llano de Santo Domingo, en Recoleta, tres residencias en Valparaíso y dos en Ovalle, además de hijuela en Los Llanos de Huamalata, haciendas en La Junta, La Higuera y Valdivia de Ovalle, dueño además de las minas de cobre de Tamaya.